# Textilmaschine
Als Textilmaschine bezeichnet man Maschinen, die der industriellen Herstellung von Textilien dienen.
Zu ihnen gehören:
- Kardiermaschinen zur Ausrichtung und Reinigung der Fasern
- Spinnmaschinen zum Vor- und Fertig-Spinnen der Garne
- Spulmaschinen zur Qualitätskontrolle und zum Umspulen auf Kreuzspulen
- Webmaschinen zum Verweben der Garne zu Geweben
- Wirkmaschinen zum Wirken der Garne zu Gewirken
- Strickmaschinen zum Stricken der Garne zu Strickwaren
- Maschinen zum Ausrüsten der Vormaterialien, Garne, der fertigen Gewebe und anderer textiler Waren wie:
  - Putz- und Schermaschinen
  - Sengmaschinen entfernen abstehende Haare im Garn oder im fertigen Textil
  - Bleichen
  - Färbemaschinen zum Färben
  - Waschmaschinen zur Reinigung zwischen und nach der Produktion
- Trockner (z. B. Spannrahmen) zum Trocknen von Geweben
- Zuschneidemaschinen für den Zuschnitt der Textilien
- Nähmaschinen für das finale Zusammennähen (Konfektionieren) zu einem gebrauchsfähigen Textil

Von allen diesen Maschinen haben die Nähmaschine und die Waschmaschine über die Textilindustrie hinaus eine weite Verbreitung in viele private Haushalte gefunden.
Viele Textilmaschinen zeichnen sich durch einige Besonderheiten gegenüber dem allgemeinen Maschinenbau aus:
- sie arbeiten mit erheblichen Arbeitsgeschwindigkeiten bei der Produktion der Textilien
- sie unterliegen im Betrieb teilweise hohen Belastungen durch Temperatur, Druck und Chemikalien
- sie müssen in besonderem Maße den Ansprüchen der Moden folgen und unterliegen daher einem hohen Innovationsdruck
- sie produzieren oft eine hohe Artikelvielfalt mit entsprechend häufigen Rüstvorgängen
- ihre Konstruktion muss heute nicht nur wirtschaftlichen, sondern auch zunehmend ökologischen Ansprüchen bzw. Zwängen dienen
- ihre Bedienung bedarf einer immer geringer werdenden Qualifikation der Arbeitskräfte
- der Automatisierungsgrad liegt deutlich höher als z. B. in der Automobilindustrie

Bei der Herstellung von Textilmaschinen hat im 20. Jh. ein starker Konzentrationsprozess stattgefunden. Heute dominieren einige große Hersteller aus Deutschland, Schweiz und Norditalien mit einzelnen japanischen Firmen den Markt.
Im Jahr 2012 produzierten 87 Betriebe in Deutschland Maschinen für die Textil- und Bekleidungsherstellung und erwirtschafteten einen Umsatz in Höhe von 4,354 Milliarden Euro.